# Mandy van den Berg
Mandy van den Berg (pronunciación en neerlandés: /ˈmɛndi vɑn dəm ˈbɛr(ə)x/;  26 de agosto de 1990) es una futbolista holandesa que juega como defensa en el PSV y anteriormente en la selección nacional femenina de Holanda. Anteriormente jugó en clubes de la Eredivisie Vrouwen para el ADO Den Haag, para el Vittsjö GIK del Damallsvenskan sueco y para el LSK Kvinner FK del Toppserien noruego.

## Trayectoria
Después de pasar tres temporadas en Suecia con Vittsjö, Van den Berg fichó por el LSK Kvinner de Lillestrøm, Noruega, en diciembre de 2014.
El LSK Kvinner consiguió un doblete en 2015, pero Van den Berg se fue después de una temporada para unirse al Liverpool de la FA WSL inglesa.Jugó 13 veces con el Liverpool, que terminó quinto en la WSL 1, y luego fue transferida al Reading al final de la temporada.

## Trayectoria internacional
Van den Berg comenzó a jugar al fútbol a los seis años y fue convocada para la selección holandesa sub-17 cuando aún estaba en la escuela en su natal Naaldwijk. Después de ganar 22 partidos internacionales en la categoría sub-19, Van den Berg debutó con la selección absoluta de fútbol femenino de Holanda el 15 de diciembre de 2010. Reemplazó a la capitana Daphne Koster en la segunda mitad de la victoria por 3-1 sobre México durante un torneo amistoso en Brasil.
El entrenador de la selección nacional, Roger Reijners, nombró a Van den Berg en su equipo final para la Eurocopa Femenina de la UEFA 2013 en Suecia.Cuando, poco antes del torneo, sufrió una lesión en los ligamentos de la rodilla, Merel van Dongen fue convocada para sustituirla en el último momento.
En la Copa Mundial Femenina de la FIFA 2015, Van den Berg capitaneó a Holanda en su primera aparición en una fase final de la Copa del Mundo.
Van den Berg también fue capitana del equipo que ganó la Eurocopa Femenina de la UEFA 2017. Hizo 4 apariciones con el equipo en el torneo; titular en 2 partidos de la fase de grupos y ser utilizada como suplente en dos partidos eliminatorios. Después del torneo, todo el equipo fue honrado por el Primer Ministro Mark Rutte y la ministra de Deportes Edith Schippers y nombradas Caballeros de la Orden de Orange-Nassau.
Ya no jugó en el equipo medallista de plata del Mundial de 2019, porque dejó la selección nacional después de la Copa de Europa.

### Metas internacionales
Las puntuaciones y los resultados enumeran en primer lugar el recuento de goles de Holanda.
| Meta | Fecha                    | Evento                                        | Adversario | Puntuacición | Resultado | Competencia                                                 |
| ---- | ------------------------ | --------------------------------------------- | ---------- | ------------ | --------- | ----------------------------------------------------------- |
| 1.   | 21 de septiembre de 2011 | Estadio TATA Steel, Velsen-Zuid, Países Bajos | Serbia     | 2 –0         | 6-0       | Clasificación para la Eurocopa Femenina de la UEFA 2013     |
| 2.   | 23 de noviembre de 2013  | Estadio Woudestein, Róterdam, Países Bajos    | Grecia     | 7 –0         | 7-0       | Clasificación para la Copa Mundial Femenina de la FIFA 2015 |
| 3.   | 5 de abril de 2014       | Estadio Pankritio, Heraklion, Grecia          | Grecia     | 4 –0         | 6-0       | Clasificación para la Copa Mundial Femenina de la FIFA 2015 |
| 4.   | 2 de marzo de 2016       | Estadio Kyocera, La Haya, Países Bajos        | Suiza      | 3-1          | 4–3       | Torneo de Clasificación Olímpica Femenino de la UEFA 2016   |
| 5.   | 6 de marzo de 2017       | Estadio Municipal de Lagos, Lagos, Portugal   | Suecia     | 1 –0         | 1-0       | Copa Algarve 2017                                           |
| 6.   | 8 de julio de 2017       | Estadio Sparta, Róterdam, Países Bajos        | Gales      | 5 –0         | 5-0       | Amigable                                                    |

## Honores

### Clubes
ADO La Haya
- Eredivisie (1): 2011–12
- Copa femenina KNVB (1): 2011-12

LSK Kvinner
- Toppserien (1): 2015
- Copa de Noruega femenina (1): 2015

### Internacional
Países Bajos
- Eurocopa femenina (1): 2017

### Individual
- Caballero de la Orden de Orange-Nassau: 2017

## Vida personal
Van den Berg tiene una relación con la futbolista española Georgina Carreras.